# Patníky
Patníky, nebo Patník, jsou betonové plastiky patníků na ulici Hartigova (dříve Koněvova) v městské čtvrti Žižkov v městském obvodu Praha 3. Geograficky se také nachází v geomorfologickém celku Pražská plošina.

## Historie a popis díla
Netradiční Patníky vytvořil český sochař Josef Klimeš (1928–2018) technikou lití a formování betonu v roce 1987 v rámci projektu prostorů před ubytovnou tehdejšího Federálního ministerstva spojů na Chmelnici. Jsou vyrobeny ve tvaru různě zakřivených komolých kuželů instalovaných na několika místech v okolí budovy.

## Další informace
Dílo je celoročně volně přístupné. V blízkosti se nachází žulová skulptura Pítko od stejného autora.

## Galerie

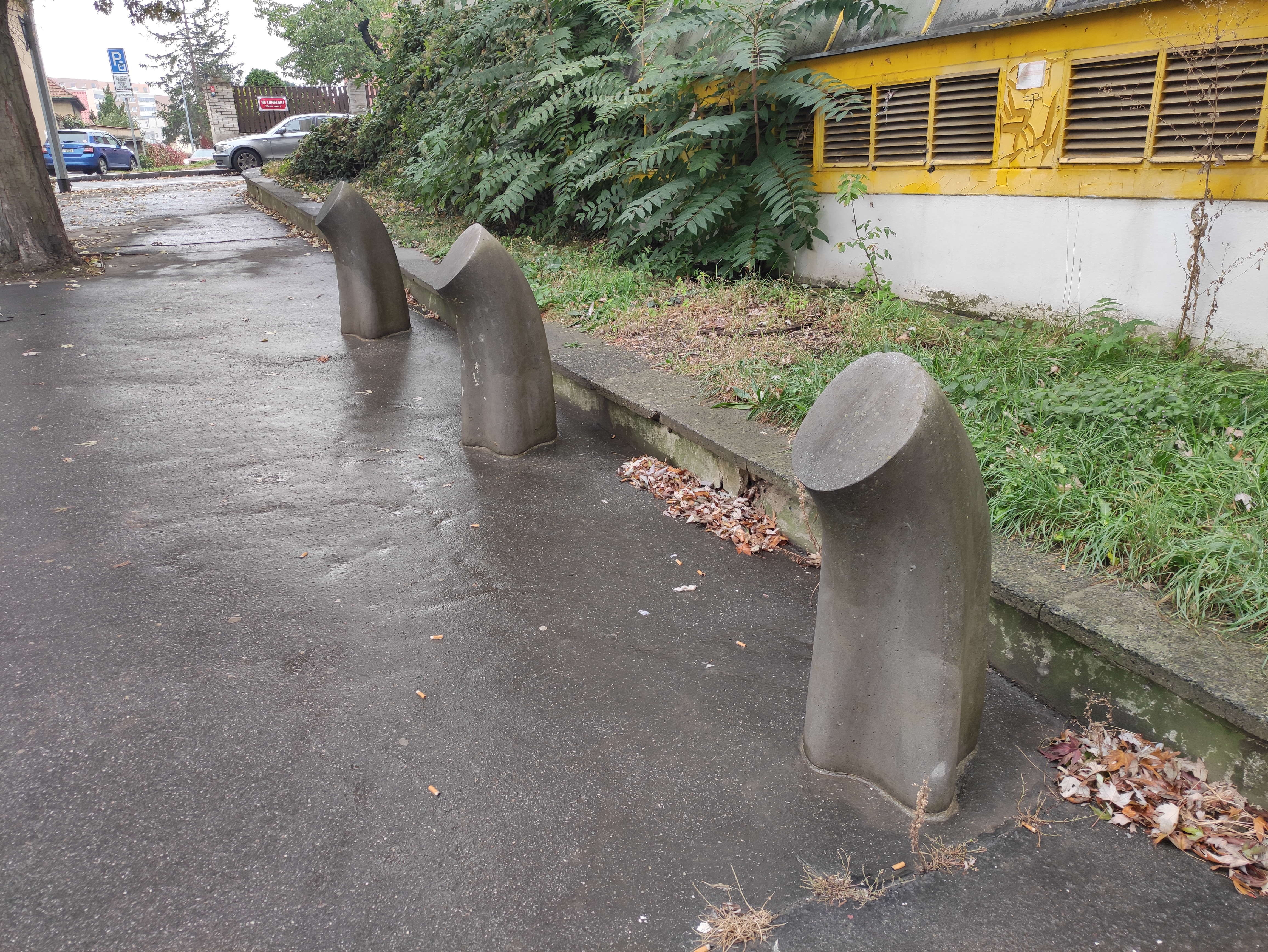
Část díla
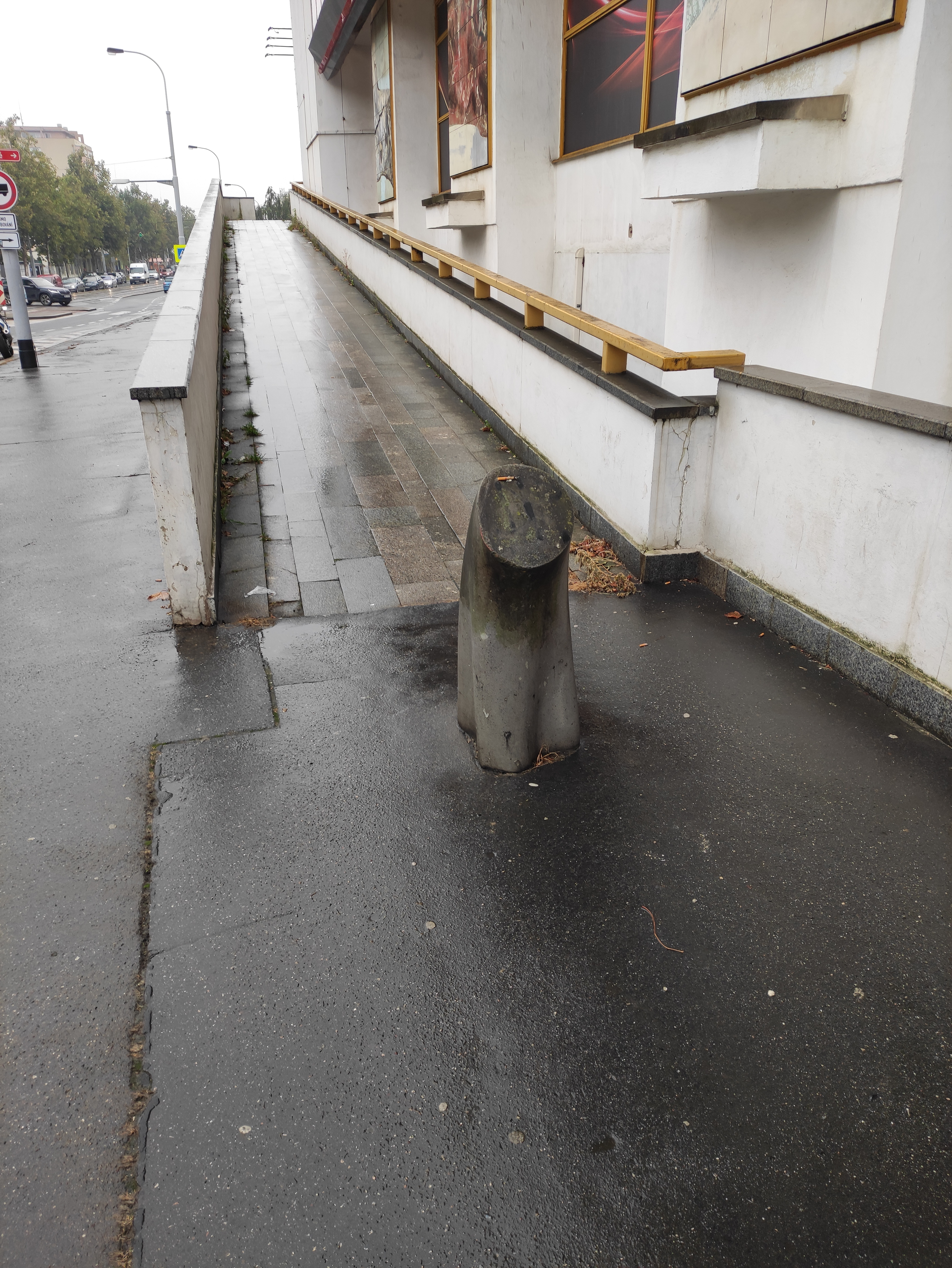
Část díla